# Коно Кадзухіса
Коно Кадзухіса (яп. 河野 和久, нар. 30 грудня 1950, Хіросіма —) — японський футболіст, що грав на позиції захисника.

## Клубна кар'єра
Грав за команду Хітачі.

## Виступи за збірну
Дебютував 1974 року в офіційних матчах у складі національної збірної Японії. У формі головної команди країни зіграв 1 матч.

## Статистика
Статистика виступів у національній збірній.
| Збірна Японії | Збірна Японії | Збірна Японії |
| Роки          | Ігри          | голи          |
| ------------- | ------------- | ------------- |
| 1974          | 1             | 0             |
| Усього        | 1             | 0             |